# Черкесов, Юрий Юрьевич
Юрий Юрьевич Черкесов (16 декабря 1900, Санкт-Петербург — 31 июля 1943, Париж) — русский художник, книжный график.

## Биография[1]
Юрий Черкесов — потомок известного декабриста Василия Петровича Ивашева, осуждённого на двадцать лет каторги и умершего на поселении в Тобольской губернии. Окончив в 1917 г. Выборгское коммерческое училище, живописное мастерство он постигал в Государственных свободных художественных учебных мастерских в Петрограде у К. С. Петрова-Водкина, во ВХУТЕМАСе, ВХУТЕИНе, в мастерской Д. Н. Кардовского.
В 1919 г. Черкесов женился на старшей дочери А. Н. Бенуа Анне Александровне. В 1920 г. у них родился сын Александр, впоследствии выбравший, как дед и отец, профессию художника. Черкесов принимал участие в выставках современной живописи и рисунка в Петрограде (1918), Пскове (1920), выставке «Мира искусства» (1922). В 1922 г. совместно с Б. Кустодиевым, Анной и Николаем Бенуа он расписывает трактир «Ягодка» на Троицкой улице в Москве, создаёт декоративные панно для театра-кабаре «Сверчок на печи» на Невском проспекте в Петрограде. С 1920 г. художник начинает оформлять и иллюстрировать книги, сотрудничая с рядом московских и петроградских издательств. В 1922 г. с его иллюстрациями выходят «Врата тесные» А. Беленсона (издательство «Светоч»); в том же году издательство «Аквилон» выпускает «Праздник игрушек» — с текстом и хромолитографиями Черкесова — сегодня это самое редкое издание «Аквилона». В 1925 г. он выполняет иллюстрации и обложку к книге Н. Чуковского «Танталэна» (издательство «Радуга»), участвует в иллюстрировании «Злого моря» Б. Житкова (издательство «Время»). К тому времени в его оформлении вышло уже более тридцати книг.
Продолжая работу в качестве книжного художника, Черкесов в 1923 г. учится на полиграфическом факультете Академии художеств, работает корректором, чертёжником и преподавателем рисования в вечерних классах Центрального училища технического рисования, служит декоратором в Театре Балтфлота, художником Агитационно-художественного отделения РОСТА.
В 1925 г. он вместе с семьёй уезжает во Францию, где, много путешествуя, пишет акварельные пейзажи провинциальных уголков, выполняет серию видов окрестностей Парижа. Экспонирует свои работы как Жорж Черкесов в «Осеннем салоне», «Салоне независимых» и «Салоне Тюильри». Наряду с живописью Черкесов увлекается гравюрой. Именно гравюра на дереве, или ксилография, становится излюбленной техникой в его книжных работах. За иллюстрации к «Песни песней» он получает в 1937 г. золотую медаль на Всемирной выставке в Париже. Художник создаёт также иллюстрации к произведениям Шекспира, Стендаля, А. де Ренье, М. Метерлинка, к сборнику русских сказок на французском языке, оформляет детские книги в издательствах «Ларусс» и «Фламмарион». Об одной из таких книг — «Игровые песенки» («Chansons de jeux») — остался восторженный отклик в воспоминаниях А. Н. Бенуа: «Передо мной лежит книжка, вернее тоже альбом, созданный Юрием Черкесовым (изд. Фламмарион), который является настоящим перлом… Хорошая, весёлая, занятная и аппетитная книжка, а то, что она не русская, а французская, это не должно останавливать родителей русских детей. Главное, чтобы дети полюбили песенки и выучились играть». Для «Файяра» Черкесов оформляет издания серии «Книга завтрашнего дня» («Le livre de demain»), для «Ференши и сына» — массовую серию «Современная иллюстрированная книга» («Le livre moderne illustré»). Трудится он и над библиофильской книгой в издательстве «Трианон».
В это же время художник работает в газете «Вечерний Париж» («Раris-Soir»), сотрудничает с Домом моделей Бальзака, создаёт рисунки для тканей фирмы Бианкини, участвует в выставках русского искусства в Брюсселе (1928), Белграде (1930) и Париже (1931).
После оккупации Парижа немецкими войсками Черкесов был 22 июня 1941 г. арестован и помещён в концентрационный лагерь Руалье.
Из лагеря он освободился лишь в начале 1943 г. В марте того же года в Париже прошла первая персональная выставка художника, принёсшая ему известность в европейских художественных кругах. А спустя четыре месяца, в состоянии глубокой депрессии, Юрий Черкесов покончил с собой. Похоронен он на кладбище Сент-Женевьев-де-Буа под Парижем.
Его вдова ещё долгое время сдавала в парижские антикварные магазины работы мужа. В 1982 г. сын художника Александр Юрьевич Черкесов передал в дар Русскому музею сто произведений отца: гравюры на дереве и иллюстрированные им книги. Работы Юрия Черкесова находятся также в собрании лондонского Британского музея.

## Книги, оформленные Юрием Черкесовым во Франции[2]
- Mac Orlan, P. Les clients du «Bon chien jaune». — Paris: Les Arts et Le Livre, 1926.
- Légende de la montagne et de la steppe: Contes populaires russes, traduits par Jean Chuseville / illustrations de Georges Tcherkessof. — Paris: Les Arts et Le Livre, 1927.
- Stendhal. Chroniques italiennes / illustrations gravées sur bois de Georges Tcherkessof. — Paris: Éditions du Trianon, 1929.
- Carre, L. Les poinçons de l’orfèvrerie française du XIVe siècle jusqu’au début du XIX e siècle. — Paris: Imprimeur Protat frères (texte), imprimeur Daniel (phototypies), 1928.
- Coulon, M. Les Noëls de Raoul Ponchon / … dessins originaux de Georges Tcherkessov. — Paris: Éditions du Trianon, 1929.
- Regnier, H. Les rencontres de M. de Brecot. — Paris: Éditions du Trianon, 1930.
- Sestier, S. Chansons de jeux / compositions de G. Tcherkessof. — Paris: Flammarion, 1933. — (Albums du Père Castor).
- La fête foraine: Album à сolorier/compositions de G.Tcherkessov. — [Paris]: Librairie Larousse, [1934].
- Tout change. Album à transformations. — Paris: Flammarion, 1934. — (Albums du Père Castor).
- Bréville, A. A. Pernès le célèbre bandit andalou / illustrations de G. Tcherkessof. — Paris: Boivin et Cie, éditeurs, 1934.
- Maeterlinck, M. La mort/37 bois originaux de Georges Tcherkessof. — Paris: Arthème Fayard, [1938].
- Chuzeville, J. Légende de la montagne et de la steppe, contes populaires russes / illustrations de Georges Tcherkessof. — Paris: Éditions de l’Ecureuil, 1942.
- Undset, S. Printemps / illustrations de Georges Tcherkessof. — Paris: Éditions Stock, 1942.
- Huysmans, J.-K. A rebours / illustrations en couleurs de G. Tcherkessof. — Paris: Éditions de la nouvelle France, 1942.
- Серия «Le livre moderne illustré»
- Anet, С. L’amour en Russie/bois en couleurs de Georges Teherkessof. — Paris: J. Ferenczi et Fils, éditeur, 1930. — (Le livre moderne illustré).
- Rosny, J.-H. La pigeonne/bois en couleurs de Georges Teherkessof. — Paris: J. Ferenczi et Fils, éditeur, 1931. — (Le livre moderne illustré).
- Dominique, P. Notre-Dame de la sagesse. — Paris: J. Ferenczi et Fils, éditeur, 1932. — (Le livre moderne illustré).
- Maurois, A. Tourguéniev/illustrations de Georges Tcherkessof. — Paris: J. Ferenczi et Fils, éditeur, 1934. — (Le livre moderne illustré).
- Maurois, A. Dickens. — Paris: J. Ferenczi et Fils, éditeur, 1935. — (Le livre moderne illustré).
- Corthis, A. Soledad. — Paris: J. Ferenczi et Fils, éditeur, 1935. — (Le livre moderne illustré).
- Giraudoux, J. Aventures de Jérome Bardini. — Paris: J. Ferenczi et Fils, éditeur, 1937. — (Le livre moderne illustré).
- Giraudoux, J. Aventures De Jérome Bardini. — Paris: J. Ferenczi et Fils, éditeur, 1937. — (Le livre moderne illustré).
- Peyre J. Sang et lumières. — Paris: J. Ferenczi et Fils, éditeur, 1938. — (Le livre moderne illustré).
- Silve, C. Bénédiction. — Paris: J. Ferenczi et Fils, éditeur, 1939. — (Le livre moderne illustré).
- Giono, J. Colline. — Paris: J. Ferenczi et Fils, éditeur, 1941. — (Le livre moderne illustré)